# Вооружённые силы Боливии
Вооружённые силы Боливии (исп. Fuerzas Armadas de Bolivia) — совокупность войск Многонационального Государства Боливия предназначенная для защиты свободы, независимости и территориальной целостности государства.
Состоят из органов военного управления, сухопутных войск, военно-морских и военно-воздушных сил.

## История
Вооружённые отряды были созданы в ходе войны за независимость испанских колоний в Южной Америке (после начала 25 мая 1809 года восстания в городе Чукисака - которое являлось первым вооружённым восстанием на территории Верхнего Перу) и переформированы в регулярную армию после провозглашения независимости Боливии в 1825 году.
В результате поражения в тихоокеанской войне 1879—1883, Боливия лишилась выхода к морю.
В 1910 году вооружённые силы состояли из постоянной армии численностью около 3 тыс. человек (пяти батальонов пехоты, двух кавалерийских полков, двух артиллерийских полков с 36 орудиями и отделения пулемётов), в военное время предусматривалось объявление мобилизации и увеличение численности до 88 тыс. человек за счёт милиции.
Во время первой мировой войны 1914-1918 гг. Боливия сохраняла нейтралитет.
В 1928 и 1930 гг. имели место крупные восстания индейцев, в подавлении которых участвовали войска. В дальнейшем, в 1932-1935 гг. Боливия и Парагвай вели войну за контроль над регионом Гран-Чако. После поражения в этой войне в 1936 году в стране произошёл военный переворот, власть перешла к армейским офицерам, объединившимся с оппозицией.
В ходе Второй мировой войны Боливия в 1942 году разорвала дипломатические отношения с Германией, Италией и Японией, а в апреле 1943 года - объявила им войну, однако в связи с географическим положением (на значительном удалении от стран "оси" и театров военных действий) непосредственного участия в боевых действиях не принимала.
По программе ленд-лиза Боливия получила из США 115 самолётов, 35 автомашин, 30 мотоциклов, четыре 37-мм противотанковые пушки М3, 4 станковых пулемёта М1917А1, 20 пистолетов-пулемётов .45-го калибра, 20 револьверов .45-го калибра, боеприпасы и иное военное имущество.
С 1947 года в военной школе США в зоне Панамского канала началась подготовка боливийских военнослужащих.
В сентябре 1956 года в Боливии была предотвращена попытка военного переворота, после чего правительство ввело осадное положение на всей территории страны.
В ноябре 1964 года в результате военного переворота президент Пас Эстенсоро был свергнут, к власти пришла военная хунта во главе с генералом Р. Баррьентосом Ортуньо.
В 1970 году общая численность вооружённых сил составляла около 29 тыс. человек (также имелись военизированные формирования - пограничные войска и военная полиция общей численностью около 5,5 тыс. человек). Территория страны была разделена на 8 военных округов. Основу вооружённых сил составляла армия (7 пехотных дивизий, вооружённых главным образом устаревшими образцами оружия и техники). ВВС состояли из авиационных групп и отдельных эскадрилий вспомогательной авиации, имевших 70 единиц авиатехники. Речной флот состоял из 10 речных судов.
Начавшийся в 1973 году всемирный топливно-энергетический кризис осложнил положение в экономике страны и привёл к сокращению государственных расходов. К началу 1977 года общая численность вооружённых сил составляла 22 тыс. человек (из них 17 тыс. в составе сухопутных войск, 4 тыс. в ВВС и 1 тыс. в ВМФ).
17 июля 1980 года в стране произошёл ещё один вооружённый военный переворот с участием армейских подразделений.
В 2003 году общая численность вооружённых сил составляла 31,5 тыс. человек (25 тыс. в составе сухопутных войск, 3 тыс. в составе ВВС и 3,5 тыс. в составе ВМС), также имелись военизированные формирования военной полиции численностью около 10 тыс. человек.
В 2007 году КНР начала оказание военно-технической помощи Боливии (в марте 2016 года было подписано соглашение о поставках техники и сотрудничестве в подготовке военных кадров на общую сумму 7,65 млн. долларов США).
16 февраля 2009 года было подписано межправительственное соглашение о военно-техническому сотрудничестве Боливии и РФ (позднее, в сентябре 2016 года было подписано соглашение о военном сотрудничестве).
6 апреля 2011 года министром обороны Боливии впервые в истории страны стала женщина - Мария Сессилия Чакон.
После присоединения к Боливарианскому Альянсу правительство Боливии 5 июня 2012 года объявило о намерении выйти из Межамериканского договора о взаимной помощи (что было сделано 17 октября 2012 года).
29 июля 2016 года в Боливию из КНР были поставлены 31 бронеавтомобиль "Tiger" (первые образцы бронетехники, полученные после 1980 года), в ноябре 2016 года из Чехии были получены два учебно-тренировочных самолёта Z-242L (зачисленные в состав 21-й авиагруппы ВВС Боливии).
В ноябре 2019 года военнослужащие Боливии участвовали в отрешении от власти президента Боливии Эво Моралеса.
Боливия принимает ограниченное участие в миротворческих операциях ООН (потери во всех миротворческих операциях ООН с участием страны составляют 4 военнослужащих погибшими).

## Современное состояние

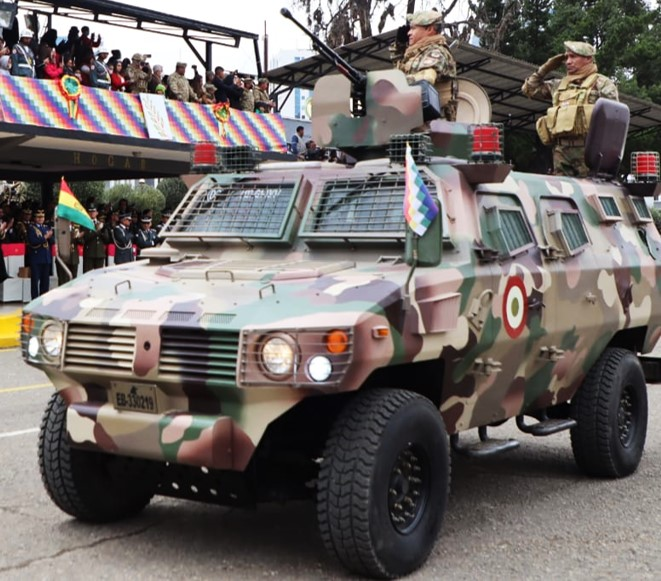
бронеавтомобиль ZFB-05 "Tiger" боливийской армии (декабрь 2022 года)

По состоянию на начало 2022 года общая численность вооружённых сил составляла 34,1 тыс. человек (также имелись военизированные формирования полиции общей численностью 37,1 тыс. человек). Комплектование войск осуществлялось на добровольной основе, срок службы - 12 месяцев.
- Сухопутные войска насчитывали 22,8 тыс. человек, 54 лёгких танка «Кирасир» различной модификации, 24 разведывательные бронемашины ЕЕ-9 «Каскавел», более 148 БТР, 19 бронеавтомобилей ZFB-05 «Tiger», четыре БРЭМ M578, 2 самоходных гаубицы «Кояк», 61 буксируемая гаубица (в том числе 25 шт. 105-мм М101А1 и 36 шт. 122-мм М-30), свыше 250 миномётов (в том числе 250 шт. 81-мм М29, 107-мм М30 и 120-мм М120) и 18 37-мм зенитных установок тип «65»[1]
- ВВС насчитывали 6,5 тыс. человек, 78 транспортных самолётов, 36 учебных самолётов, 35 боевых самолётов, 1 многоцелевой вертолёт и 18 37-мм зенитных установок тип «65»[1]

- кроме того, есть подразделение армейской авиации (шесть единиц авиатехники)

- ВМС насчитывали 4,8 тыс. человек (из них - 1,7 тыс. в составе морской пехоты), 9 речных патрульных катеров, судно обеспечения «Моджо Хуайна» и 2 госпитальных судна[1]